# Embelia polypodioides
Embelia polypodioides är en viveväxtart som beskrevs av William Botting Hemsley och Mez. Embelia polypodioides ingår i släktet Embelia och familjen viveväxter. Inga underarter finns listade i Catalogue of Life.